# Matthew Wells (hokeista na trawie)
Matthew Wayne "Matt" Wells (ur. 2 maja 1978 w Hobart) – australijski hokeista na trawie, trzykrotny medalista olimpijski.

## Kariera sportowa
Występował w obronie. W reprezentacji Australii debiutował w 1998. Brał udział w trzech igrzyskach (IO 00, IO 04, IO 08), za każdym razem zdobywał medale: brąz w 2000 przed własną publicznością, złoto cztery lata później i w 2008 ponownie brąz. Na trzech turniejach zdobył zaledwie jedną bramkę. Z kadrą brał udział m.in. w mistrzostwach świata w 2002 (drugie miejsce), Commonwealth Games w 2002 i 2006 (pierwsze miejsce) oraz kilku turniejach Champions Trophy (zwycięstwo w 1999, 2005 i 2008). W australijskich rozgrywkach klubowych grał m.in. w East Tigers.